# Nue

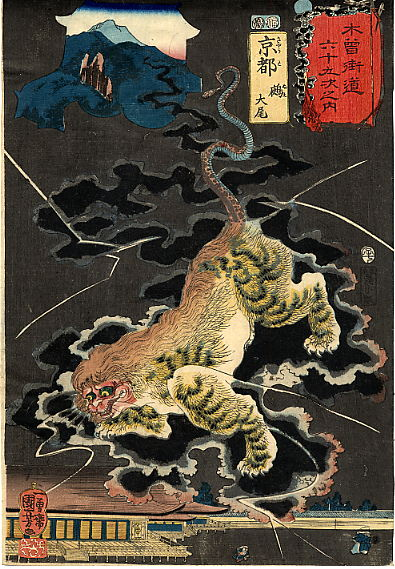
Egy nue felbukkanása Kiotóban, Utagava Kunijosi munkája (1852)

A nue, más néven japán kiméra, a legendás japán természetfeletti lények egyike, vagyis egy jókai.

## Megjelenés
A nue (japánul: 鵺, 鵼, 恠鳥, illetve 奴延鳥) az első lejegyzett s dokumentált jókai-k között szerepel, annak ellenére, hogy kimondottan kevés beszámoló lelhető fel a vele való találkozásról. Első ízben a Heike monogatariban tesznek róla említést, ahol majomfejű, tanukitestű lénynek írják le, aki tigrislábakon jár, s farka helyén egy kígyó tekergőzik. A későbbi írások e furcsa hibrid több változatát is említik, melyek közül a legáltalánosabb a majomfejű, tigristestű, tanukilábú és rókafarkú változat, míg olykor kifejezetten madárszerűnek írják le, emberi arcvonásokkal. Ebből is látszik, hogy a nue-észlelések felettébb ritkák, lévén, hogy e szörnyeteg küllemét s jellemét tekintve egyaránt számos bizonytalansággal és ellentmondással találkozhatunk.

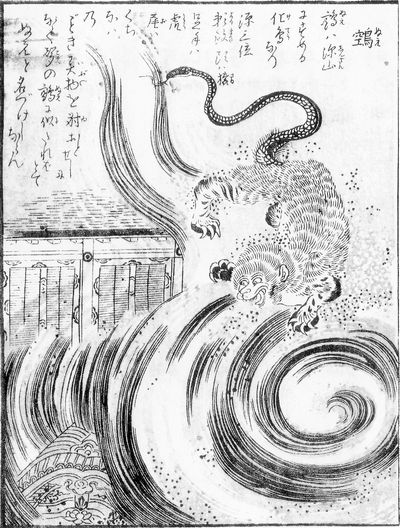
"Nue a Kondzsaku Gazu Zoku Hjakki-ban, Torijama Szekien munkája

Minderre ráerősít az a tény, miszerint e rém még a jókai-okon belül is kimondottan veszélyes, s ha valaki valaha is találkozott vele személyesen, arról aligha tudott már másnak beszámolni. Ebből kifolyólag, hogy eme eltérő leírások egyazon lény eltérő megfigyelései-e, vagy esetlegesen több fajtája létezik a szörnynek, mindmáig rejtély maradt. Egyesek úgy tartják, hogy a nue látványa nem más, mint puszta illúzió. Az emberi agy korlátainál fogva ugyanis képtelen a túlvilágot, s így e jókai valódi megjelenését, annak valós formájában érzékelni, így az általa az anyagi világból már ismert állatokból alkot magának egy igencsak furcsa egyveleget, s ez mintegy magyarázatul szolgál az eltérő típusokra. Amennyiben így áll a helyzet, e lény valódi formája talán még furcsább és megfoghatatlanabb, mint gondolnánk.

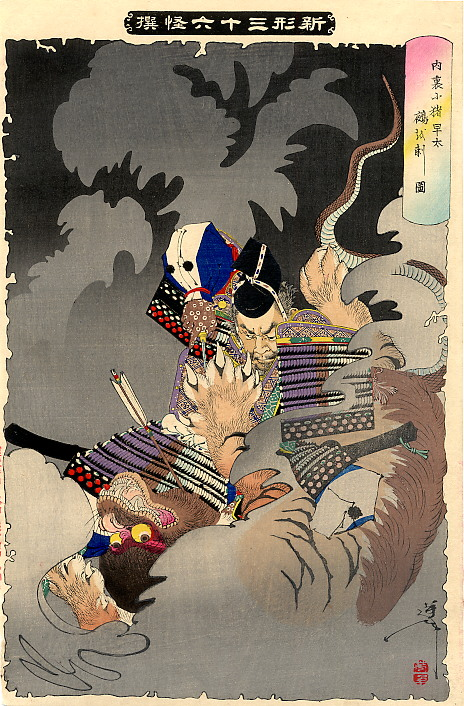
Ino Hajata és a nue küzdelme(猪早太と鵺) a Sinkei Szandzsúrokkaiszen-ből, Cukioka Jositosi munkája

## Legendák, észlelések
Fudzsiszava Morihiko, művében, a Nippon denso minzoku dova zensuban (A japán folklór gyűjteménye), nem kevesebb, mint tizenegy jelenését említi a szörnyetegnek, mindezt 905 és 1774 között. Ezek közül is a legjelentősebb az 1153 tavaszán lejegyzett eset, amikor is a császári palota fölött egy furcsa, fekete felhőt figyeltek meg, mely nap nap után, minden éjszaka újra és újra megjelent. Ez idő alatt , az akkori japán uralkodót, Konoe császárt éjjelente szörnyű, lidérces álmok gyötörték, melyek lassan, de biztosan szívták el az életerejét, mígnem végül az udvar egyik elkeseredett embere egy nyilat lőtt a felhőbe. Mihelyst ez megtörtént, a jelenség abban a pillanatban megszűnt, s az égből egy halálosan megsebzett nue hullt alá.

Ezt követően, az uralkodó panaszai megszűntek ugyan, ám a legenda szerint, egész Kiotó rettegni kezdett a nue haragjától, így ezt elkerülendő, a lény holttestét egy csónakba helyezték és leúsztatták a helyi Kamo folyón, ahonnan egészen az oszakai partokig sodródott, míg el nem nyelte a tenger. A tetem végül az Asija és a Szumijosi folyók torkolata között ért partot, ahol a helyiek tisztes temetést rendeztek számára, a sírhalom, melyet a nue emlékére s tiszteletére emeltek, a "Nuezuka" nevet kapta.

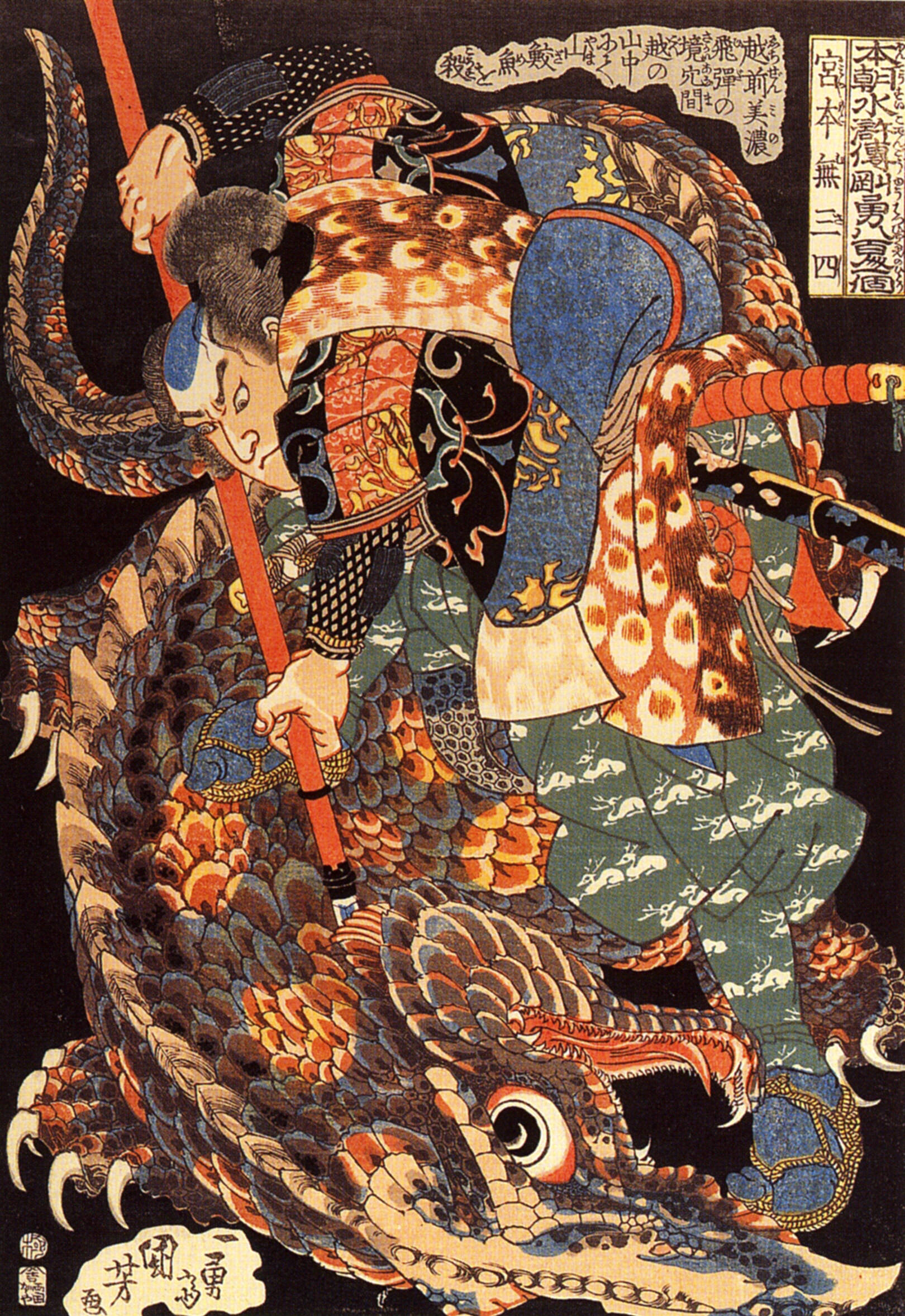
Mijamoto Muszasi végez egy nuéval, Utagava Kunijosi festménye

Egy Edo-kori földrajzkönyv szerint, a nue a Jodo folyónál ért partot, ahol a helyiek a nue átkától félvén, a helyi főpap tanácsárára ugyancsak emeltek számára egy sírhalmot, majd tisztességgel elhantolták. Úgy tartják, a sírdomb a Meidzsi-korszakban megsemmisült, mire a lény bosszúszomjas lelke kínhalállal sújtotta a falusiakat, mire azok újraépítették a sírhelyet. Másrészről, a Genpei Szeiszuiki, valamint a Kandendzsihicu írások alapján a nue teteme a Kijomizudera templomban lelte végső nyughelyét, ahonnan az Edo-korszak során kiásták, melynek következményeképp ismét átok sújtotta a környéket.
Egy másik legenda pedig úgy szól, hogy a halott nue lelke egy Kinosita nevű lóban született újjá, akit Minamoto no Jorimasza nevelt és gondozott. Meglehetősen jó ló révén, a Tairák vezetője, Taira no Munemori szemet vetett rá s magával vitte seregébe. Úgy tartják, a Minamotók ezért támadtak rá a Tairákra, majd taszították romlásba saját magukat, akár egy valódi nue a bosszúja során.
Ugyanakkor azt is beszélik, hogy a Sizuoka prefektúrabeli Hamana-tó partján lévő települések arról kapták a nevüket, hogy az adott területen a halott nue mely testrészeit találták meg.
Ehime prefektúrában, azon belül is Kumakógenben, él egy legenda, miszerint a nue valójában nem más, mint Minamoto Jorimasza édesanyja, aki a környező hegyek oltalmában élt a Tairák tündöklése idején, s nap mint nap a közeli Azoga-ike tónál szeretett fiáért imádkozott a tó sárkányához, jó szerencse és a háború túlélése érdekében. Az imák, valamint a Taira-klán iránt érzett gyűlöletének hatására az anya nuévé változott, majd Kiotóba repült, ahol megbetegítette az uralkodót. Mindennek következményeképp, végül saját fia keze által lelte halálát, lévén, hogy ő az uralkodó szolgálatában állt. A megsebzett nue eztán visszavonult, s az Azoga-ike tó védőszentje lett.

## A nue támadása
Ugyanakkor szemtől szembe megtámadni egy nuét felettébb nagy könnyelműségre vall, ugyanis egy igen veszélyes jókai-val állunk szemben. Annak dacára, hogy állítólag komoly sérüléseket képes okozni fogaival, mérges agyarával, valamint hegyes karmaival, mégsem a fizikai támadások teszik e lényt oly veszedelmessé. A szörnyeteg valódi fegyvere ugyanis az, hogy képes bárkit és bármit megbetegíteni, aki közel kerül hozzá, vagy tartósan kapcsolatban áll vele. Nem tudni azonban, hogy a nue szánt szándékkal árt-e az embereknek, vagy éppen maga az emberi szervezet reagál így e rémalak megfoghatatlan, túlvilági lényére. A legtöbb lejegyzett találkozás a lénnyel nem közvetlen érintkezéssel ment végbe. Az esetek többségében csupán váratlan, madárszerű rikoltásaival hozza rá a frászt az emberre. Akárcsak a legtöbb jókai, a nue is leginkább éjjel szokott megjelenni, ami tovább nehezíti az egyébként is nehezen meghatározható lény észlelését.

## Érdekességek
- A nue eredeti japán elnevezése egy Japánban ma is honos verébfaj után, toracugumi (Zoothera).
- Japánban a Nue-barai macuri, vagyis az éves Nue-űző fesztivál január 28-án kerül megrendezésre, Sizuoka prefektúrában.
- Nagoaka prefektúrában egy állítólagos kitömött nuét őriznek.

## Fordítás
- Ez a szócikk részben vagy egészben  a   Nue című angol Wikipédia-szócikk fordításán alapul.  Az eredeti cikk szerkesztőit annak laptörténete sorolja fel. Ez a jelzés csupán a megfogalmazás eredetét és a szerzői jogokat jelzi, nem szolgál a cikkben szereplő információk forrásmegjelöléseként.